# Kostel svatého Jakuba Většího (Lhenice)
Kostel svatého Jakuba Většího je jednou z nejvýznamnějších památek ve Lhenicích, která má raně gotický původ. Je chráněn jako kulturní památka České republiky.

## Historie stavby
Původní stavba vznikla z podnětu cisterciáků, po roce 1560 však došlo k výrazné přestavbě, kdy byl kostel včetně věže poškozen bleskem a následným požárem. Další stavební úpravy musely být provedeny z důvodu nedostačující kapacity. Došlo k nim ve 30. letech 18. století v barokním stylu a obnášely prodloužení lodi a zhotovení lunetové valené klenby nad presbytářem. Věž se dočkala úprav až v roce 1783, kdy došlo k jejímu zvýšení a konstrukci nového jehlancového krovu. Roku 1833 nahradily prejzovou střešní krytinu tašky (na střeše kostela) a plech (střecha věže). Roku 1904 došlo k prodloužení presbytáře, stavbě nové sakristie a oratoře.

## Mobiliář
Výbava kostela je převážně barokní a pochází z 18. století. Zvláštností je barokní křtitelnice mušlovitého tvaru nesená postavou andílka. Nejstarší dochovanou památkou je kalich z roku 1530.

## Hrobky
V lodi jsou uloženy ostatky pěti farářů, jejichž jména nejsou známá. Pod presbytářem se nachází klenutá hrobka, v níž odpočívá zlatokorunský kněz Karel Dicent.

## Varhany
Na kůru bývaly umístěny patrně barokní varhany vzniklé před rokem 1763. Šlo o malý jednomanuálový stroj s mechanickou trakturou a zásuvkovou vzdušnicí, pocházely patrně od Fridricha Semráda ze Sedlce. V roce 1877 je nahradil stroj pražského varhanáře Karla Vocelky. V současnosti zaujímají jeho místo dvoumanuálové varhany s 24 rejstříky od společnosti Organa Kutná Hora, které byly instalovány roku 1953. Traduje se, že když se konala sbírka na jejich výstavbu, vybrala se částka, která by stačila na varhany dvoje.
| I. manuál C–g3 |                     |     |
| 1.             | Bordun              | 16′ |
| 2.             | Principal           | 8′  |
| 3.             | Fléta               | 8′  |
| 4.             | Salicionál          | 8′  |
| 5.             | Oktáva              | 4′  |
| 6.             | Flétna trubicová    | 4′  |
| 7.             | Oktáva              | 2′  |
| 8.             | Mixtura 4×          | 2′  |
| 9.             | Trompeta harmonická | 8′  |

| II. manuál C–g3 |                   |       |
| 10.             | Kryt              | 8′    |
| 11.             | Kvintadena        | 8′    |
| 12.             | Vox angelica 2×   | 8′    |
| 13.             | Principál italský | 4′    |
| 14.             | Flétna zobcová    | 4′    |
| 15.             | Kvinta krytá      | 2/3′  |
| 16.             | Roh noční         | 2′    |
| 17.             | Tercie            | 13/5′ |
| 18.             | Cimbál 3×         | 1′    |
| 19.             | Hoboj (neosazen)  | 8′    |

| Pedál C–d1 |                     |       |
| 20.        | Principál           | 16′   |
| 21.        | Subbas              | 16′   |
| 22.        | Bourdon (transmise) | 16′   |
| 23.        | Bas oktávový        | 8′    |
| 24.        | Tercie              | 13/5′ |
| 25.        | Fagot               | 16′   |

Od roku 2013 začal varhany vykazovat sníženou spolehlivost (prasklý měch aj. závady) a bylo rozhodnuto přistoupit k rekonstrukci rozplánované do 3 let za celkovou částku 498 tisíc Kč. Na podporu byla vyhlášena veřejná sbírka, a na realizaci první fáze oprav v roce 2015 přispělo zastupitelstvo částkou 50 tisíc Kč z obecní pokladny.